# 劇団東京観光
劇団東京観光（げきだんとうきょうかんこう）は日本の劇団。2005年9月に皆木達也を中心として結成された。
「楽しく、わかりやすく、親しみやすい」をコンセプトに東京都内を中心に公演活動を行っている。
第一回から現在まで主宰の皆木達也がすべての公演の作・演出を手掛けている。

## 公演作品
- 第一回公演「いちたすいちは2!?」　2005年11月初演
- 第二回公演「～夏空の光～」　2006年7月初演
- 第三回公演「危機は回避の方向で」　2007年1月初演
- 第四回公演「～海ゆかば～」　2007年7月初演
- 第五回公演「誰が為に鐘は鳴る！？」　2008年5月初演
- 第六回公演「Make a wish!」　2009年2月初演
- 第七回公演「カフェラテはほんのり苦い」　2009年11月初演
- 第八回公演「～想い奏でて～」　2010年6月初演
- 第九回公演「Make a wish!」　2011年2月再演